# Кардосо, Родольфо
Родольфо Тан Кардосо (25 декабря 1937 — 21 августа 2013, Манила) — филиппинский шахматист, международный мастер (1957).
Двукратный чемпион Филиппин (1958 и 1963).
В составе национальной сборной участник 4-х Олимпиад (1956—1958, 1972—1974). Участник межзонального турнира в Портороже (1958) — 19-е место.
Скончался от сердечного приступа в филиппинском кардиоцентре.

## Изменения рейтинга
| Графики недоступны из-за технических проблем. См. информацию на Фабрикаторе и на mediawiki.org. |